# Lionel Richie
Lionel Brockman Richie Jr. (ur. 20 czerwca 1949 w Tuskegee) – amerykański piosenkarz, kompozytor i aktor.

## Życiorys
Sławę zyskał jako frontman grupy muzycznej The Commodores, a po odejściu z niej w 1981 roku rozpoczął karierę solową. Wydany w 1982 roku album pt. Lionel Richie trafił na trzecie miejsce list przebojów, sprzedając się w nakładzie 4 milionów sztuk. Kolejny album zatytułowany Can’t Slow Down sprzedał się w dwukrotnie większym nakładzie oraz uzyskał nagrodę Grammy w kategorii The Album of the Year 1984. Z tego albumu pochodzi największy hit Lionela ballada „Hello”.  Trzeci album wydany w 1986 roku Dancing on the Ceiling zawierał utwór do filmu Białe noce „Say You, Say Me”, za który artysta otrzymał Oscara w kategorii najlepsza piosenka oryginalna. Kolejne albumy Richiego, takie jak Back to Front, Louder Than Words i Time nie zyskały już spodziewanego sukcesu komercyjnego. 

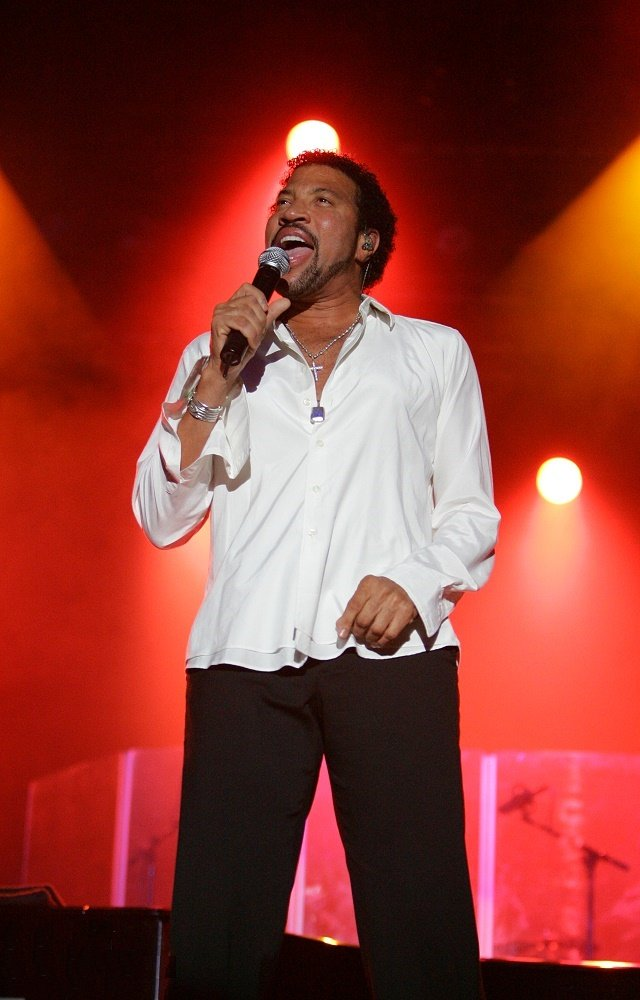
Lionel Richie (2006)

Wraz z Michaelem Jacksonem skomponował utwór We Are the World, który w 1985 został wykonany przez supergrupę USA for Africa składającą się z popularnych wówczas amerykańskich artystów. Przedsięwzięcie miało na celu pomóc głodującej ludności Afryki. Richie pisał także piosenki dla innych wykonawców takich jak Diana Ross. W 2022 wprowadzony do Rock and Roll Hall of Fame.
Ma adoptowaną córkę Nicole Richie. Ma też syna i córkę.

## Dyskografia

### Albumy
| 1982                           | Lionel Richie - Data: 1982 - Wydawca: Motown                   | 3   | 1  | —  | —  | 21 | 9  | - USA: 4× platyna - UK: platyna     |
| 1983                           | Can’t Slow Down - Data: 11 października 1983 - Wydawca: Motown | 1   | 1  | —  | 2  | 1  | 1  | - USA: 10× platyna - UK: 3× platyna |
| 1986                           | Dancing on the Ceiling - Data: 15 lipca 1986 - Wydawca: Motown | 1   | 4  | —  | 5  | 2  | 2  | - USA: 4× platyna - UK: 2× platyna  |
| 1996                           | Louder Than Words - Data: 16 kwietnia 1996 - Wydawca: Mercury  | 28  | 15 | 32 | 26 | 6  | 11 | - USA: złoto - UK: srebro           |
| 1998                           | Time - Data: 23 czerwca 1998 - Wydawca: Mercury                | 152 | 77 | —  | 15 | 71 | 31 |                                     |
| 2000                           | Renaissance - Data: 16 października 2000 - Wydawca: Island     | 62  | 54 | —  | 3  | 10 | 6  | - UK: platyna                       |
| 2004                           | Just for You - Data: 4 maja 2004 - Wydawca: Island             | 47  | 22 | 44 | 10 | 21 | 5  | - UK: złoto                         |
| 2006                           | Coming Home - Data: 12 września 2006 - Wydawca: Island         | 6   | 3  | —  | 8  | 20 | 15 | - USA: złoto                        |
| 2009                           | Just Go - Data: 17 lutego 2009 - Wydawca: Island               | 24  | 9  | —  | 9  | 22 | 10 |                                     |
| „—” pozycja nie była notowana. |                                                                |     |    |    |    |    |    |                                     |

### Albumy koncertowe
| 2002                           | Encore - Data: 26 listopada 2002 - Wydawca: Island Records                   | —  | 23 | 28 | 8  | - UK: złoto |
| 2007                           | Live in Paris - Data: 24 września 2007 - Wydawca: Universal Records          | 54 | —  | —  | —  |             |
| 2007                           | Live - His Greatest Hits and More - Data: 2007 - Wydawca: Def Jam Recordings | —  | 39 | —  | 91 |             |
| 2008                           | Symphonica in Rosso - Data: 2008 - Wydawca: Universal Records                | —  | —  | 1  | —  |             |
| „—” pozycja nie była notowana. |                                                                              |    |    |    |    |             |

### Kompilacje
| 1992                           | Back to Front - Data: 5 maja 1992 - Wydawca: Motown Records               | 19 | 7  | 1  | 2  | 1  | 1   | - USA: platyna - UK: 4× platyna |
| 1997                           | Truly: The Love Songs - Data: 25 listopada 1997 - Wydawca: Motown Records | —  | —  | —  | 73 | 22 | 5   | - USA: złoto - UK: platyna      |
| 2003                           | The Definitive Collection - Data: 2003 - Wydawca: UTV Records             | 19 | 31 | 16 | 40 | 23 | 10  | - USA: platyna - UK: platyna    |
| 2006                           | Gold - Data: 10 stycznia, 2006 - Wydawca: Hip-O/Motown                    | —  | —  | —  | —  | —  | 147 |                                 |
| 2006                           | Soul Legends - Data: 25 lipca, 2006 - Wydawca: Universal Records          | —  | —  | —  | —  | —  | —   |                                 |
| 2006                           | Sounds of the Season - Data: 4 grudnia 2006 - Wydawca: Island Records     | —  | —  | —  | —  | —  | —   |                                 |
| „—” pozycja nie była notowana. |                                                                           |    |    |    |    |    |     |                                 |

### Single
| 1981                           | „Endless Love” (oraz Diana Ross)               | 1   | 1  | 1  | —  | —  | 1  | —  | —  | 10 | 7   | - USA: platyna            | Endless Love (ścieżka dźwiękowa) |
| 1982                           | „Truly”                                        | 1   | 2  | 1  | —  | —  | 7  | —  | —  | —  | 6   | - USA: złoto - UK: srebro | Lionel Richie                    |
| 1983                           | „You Are”                                      | 4   | 2  | 1  | —  | —  | 17 | —  | —  | 29 | 43  |                           | Lionel Richie                    |
| 1983                           | „My Love”                                      | 5   | 6  | 1  | —  | —  | 88 | —  | —  | —  | 70  |                           | Lionel Richie                    |
| 1983                           | „All Night Long (All Night)”                   | 1   | 1  | 1  | 5  | —  | 1  | 2  | —  | 1  | 2   | - USA: złoto              | Can’t Slow Down                  |
| 1983                           | „Running with the Night”                       | 7   | 6  | 6  | —  | —  | 24 | 33 | —  | 8  | 9   |                           | Can’t Slow Down                  |
| 1984                           | „Hello”                                        | 1   | 1  | 1  | —  | —  | 1  | 2  | —  | 1  | 1   | - USA: złoto - UK: złoto  | Can’t Slow Down                  |
| 1984                           | „Stuck on You”                                 | 3   | 8  | 1  | —  | 24 | 24 | 45 | —  | 18 | 12  |                           | Can’t Slow Down                  |
| 1984                           | „Penny Lover”                                  | 8   | 8  | 1  | —  | —  | 73 | 37 | —  | 14 | 18  |                           | Can’t Slow Down                  |
| 1985                           | „Say You, Say Me”                              | 1   | 1  | 1  | —  | —  | 3  | 12 | 25 | 1  | 8   | - USA: złoto              | Dancing On the Ceiling           |
| 1986                           | „Dancing on the Ceiling”                       | 2   | 6  | 3  | —  | —  | 2  | 13 | —  | 8  | 7   |                           | Dancing On the Ceiling           |
| 1986                           | „Love Will Conquer All”                        | 9   | 2  | 1  | —  | —  | 71 | —  | —  | 24 | 45  |                           | Dancing On the Ceiling           |
| 1986                           | „Ballerina Girl”                               | 7   | 5  | 1  | —  | —  | 43 | 66 | —  | 39 | 17  |                           | Dancing On the Ceiling           |
| 1987                           | „Deep River Woman” (oraz Alabama)              | 71  | —  | 28 | —  | 10 | —  | —  | —  | —  | —   |                           | Dancing On the Ceiling           |
| 1987                           | „Se La”                                        | 20  | 12 | 5  | —  | —  | —  | 41 | —  | 12 | 43  |                           | Dancing On the Ceiling           |
| 1992                           | „Do It to Me”                                  | 21  | 1  | 3  | —  | —  | 45 | 26 | —  | 12 | 33  |                           | Back to Front                    |
| 1992                           | „My Destiny”                                   | —   | 56 | 7  | —  | —  | —  | 23 | —  | 1  | 7   |                           | Back to Front                    |
| 1992                           | „Love, Oh Love”                                | —   | —  | —  | —  | —  | —  | 71 | —  | 15 | 52  |                           | Back to Front                    |
| 1996                           | „Don't Wanna Lose You”                         | 39  | 17 | 5  | —  | —  | 53 | 66 | —  | 28 | 17  |                           | Louder Than Words                |
| 1996                           | „Ordinary Girl”                                | 101 | 76 | 9  | —  | —  | —  | —  | —  | —  | 147 |                           | Louder Than Words                |
| 1996                           | „Still in Love”                                | —   | —  | 10 | —  | —  | —  | —  | —  | —  | 66  |                           | Louder Than Words                |
| 1996                           | „Climbing”                                     | —   | —  | —  | —  | —  | —  | —  | —  | 45 | —   |                           | Louder Than Words                |
| 1998                           | „Time”                                         | —   | —  | 7  | —  | —  | —  | —  | —  | —  | —   |                           | Time                             |
| 1998                           | „I Hear Your Voice”                            | —   | —  | 15 | —  | —  | —  | —  | —  | —  | —   |                           | Time                             |
| 1998                           | „Closest Thing to Heaven”                      | —   | —  | —  | —  | —  | —  | 99 | —  | 98 | 26  |                           | Time                             |
| 2000                           | „Angel”                                        | 70  | —  | 4  | 32 | —  | —  | 9  | —  | 6  | 18  |                           | Renaissance                      |
| 2000                           | „Don’t Stop the Music”                         | —   | —  | —  | —  | —  | —  | 68 | —  | 73 | 34  |                           | Renaissance                      |
| 2001                           | „Tender Heart”                                 | —   | —  | —  | —  | —  | —  | —  | —  | —  | 29  |                           | Renaissance                      |
| 2001                           | „I Forgot”                                     | —   | —  | —  | —  | —  | —  | —  | —  | —  | 34  |                           | Renaissance                      |
| 2001                           | „Cinderella”                                   | —   | —  | —  | —  | —  | —  | 74 | —  | 82 | —   |                           | Renaissance                      |
| 2001                           | „The One” (oraz Juliette)                      | —   | —  | —  | —  | —  | —  | —  | —  | —  | —   |                           | —                                |
| 2003                           | „To Love a Woman” (oraz Enrique Iglesias)      | —   | —  | —  | —  | —  | —  | 52 | —  | —  | 19  |                           | Encore                           |
| 2004                           | „Just for You”                                 | 92  | —  | 6  | 14 | —  | —  | 24 | —  | 47 | 20  |                           | Just for You                     |
| 2004                           | „Long Long Way to Go”                          | —   | —  | 20 | —  | —  | —  | 54 | —  | 93 | —   |                           | Just for You                     |
| 2004                           | „I Still Believe”                              | —   | —  | —  | —  | —  | —  | —  | —  | —  | —   |                           | Just for You                     |
| 2006                           | „I Call It Love”                               | 62  | 19 | 9  | 10 | —  | —  | 29 | —  | 93 | 45  |                           | Coming Home                      |
| 2006                           | „What You Are”                                 | —   | 57 | —  | —  | —  | —  | —  | —  | —  | —   |                           | Coming Home                      |
| 2006                           | „Why”                                          | —   | —  | —  | —  | —  | —  | —  | —  | —  | 143 |                           | Coming Home                      |
| 2007                           | „Reason to Believe”                            | —   | —  | —  | —  | —  | —  | 76 | —  | —  | —   |                           | Coming Home                      |
| 2007                           | „All Around the World”                         | —   | —  | —  | 6  | —  | —  | —  | —  | —  | —   |                           | Coming Home                      |
| 2008                           | „Face in the Crowd” (oraz Trijntje Oosterhuis) | —   | —  | —  | —  | —  | —  | —  | —  | 3  | —   |                           | Just Go                          |
| 2008                           | „Good Morning”                                 | —   | —  | —  | —  | —  | —  | 67 | —  | —  | —   |                           | Just Go                          |
| 2009                           | „Just Go”                                      | —   | —  | 11 | 18 | —  | —  | —  | 97 | —  | 52  |                           | Just Go                          |
| 2009                           | „I'm Not Okay”                                 | —   | —  | —  | —  | —  | —  | —  | —  | —  | —   |                           | Just Go                          |
| 2011                           | „All Night Long 2011” (oraz Guy Sebastian)     | —   | —  | —  | —  | —  | 26 | —  | —  | —  | —   |                           | —                                |
| 2012                           | „Endless Love” (oraz Shania Twain)             | —   | —  | —  | —  | —  | —  | —  | —  | —  | —   |                           | Tuskegee                         |
| 2012                           | „Say You, Say Me” (oraz Rasmus Seebach)        | —   | —  | —  | —  | —  | —  | —  | —  | —  | —   |                           | Tuskegee                         |
| „—” pozycja nie była notowana. |                                                |     |    |    |    |    |    |    |    |    |     |                           |                                  |

## Filmografia
| Rok  | Tytuł                                                | Rola                      | Reżyser                     |
| ---- | ---------------------------------------------------- | ------------------------- | --------------------------- |
| 1977 | Scott Joplin (TV)                                    | w roli samego siebie      | Jeremy Kagan                |
| 1978 | Dzięki Bogu już piątek (Thank God It's Friday)       | w roli samego siebie      | Robert Klane                |
| 1991 | W łóżku z Madonną (Truth or Dare)                    | w roli samego siebie      | Alek Keshishian             |
| 1996 | Żona pastora (The Preacher's Wife)                   | Bristole                  | Penny Marshall              |
| 1998 | Pariah                                               | osoba z lawendowego tłumu | Randolph Kret               |
| 2012 | Misery Bear's Sport Relief (film krótkometrażowy TV) | barman                    | Chris Hayward, Nat Saunders |